# Рамешки (Большемурашкинский район)
Ра́мешки — деревня в Большемурашкинском районе Нижегородской области. Входит в состав Холязинского сельсовета.

## География
Деревня находится в 78 км к юго-востоку от Нижнего Новгорода, на правом берегу реки Сундовик, напротив села Папулово. Другие ближайшие населённые пункты — Лубянцы в 1 км к северо-востоку, ниже по реке и Городищи в 1,5 км выше по течению; высота над уровнем моря 169 м. Районный центр Большое Мурашкино находится в 11 километрах южнее.

## Население
В 1989 году в деревне числилось 30 жителей.

## Инфраструктура
В Рамешках более 30 домов. В основном это дачные дома, жители которых приезжают в деревню на выходные в тёплое время года. Глубина залегания питьевого слоя воды 25—30 метров. Преобладает чернозём (толщина слоя около 0,5 м, далее идёт суглинок). В населённом пункте есть электричество (круглогодично). Газификация поселения запланирована с 2019 года. Есть дорога с щебёночным покрытием (700 метров) до въезда в деревню от трассы республиканского значения «Работки — Порецкое». Средняя цена на дома колеблется от 150 тысяч рублей.